# Diaphorina florea
Diaphorina florea är en insektsart som beskrevs av Capener 1970. Diaphorina florea ingår i släktet Diaphorina och familjen rundbladloppor. Inga underarter finns listade i Catalogue of Life.